# Erkki Huurtamo
Erkki Kalervo Huurtamo (né Höydén le 11 février 1917 à Hollola et mort le 2 avril 1999 à Helsinki) est un homme politique finlandais,,. 

## Carrière politique
Erkki Huurtamo est député Kok de la circonscription du Sud Häme du 20 février 1962 au 30 juin 1975.
Erkki Huurtamo est vice-ministre des Finances du gouvernement Virolainen (12.09.1964–26.05.1966) et ministre de la Défense du gouvernement Liinamaa (13.06.1975–29.11.1975).